# Pichilemu
Pichilemu è un comune del Cile, capoluogo della provincia di Cardenal Caro, nella Regione del Libertador General Bernardo O'Higgins. Al censimento del 2002 possedeva una popolazione di 12.392 abitanti.

## Società

### Evoluzione demografica
| Censimento del 1992 | Censimento del 2002 |
| 6.622 ab.           | 12.392 ab.          |